# 阿爾基島

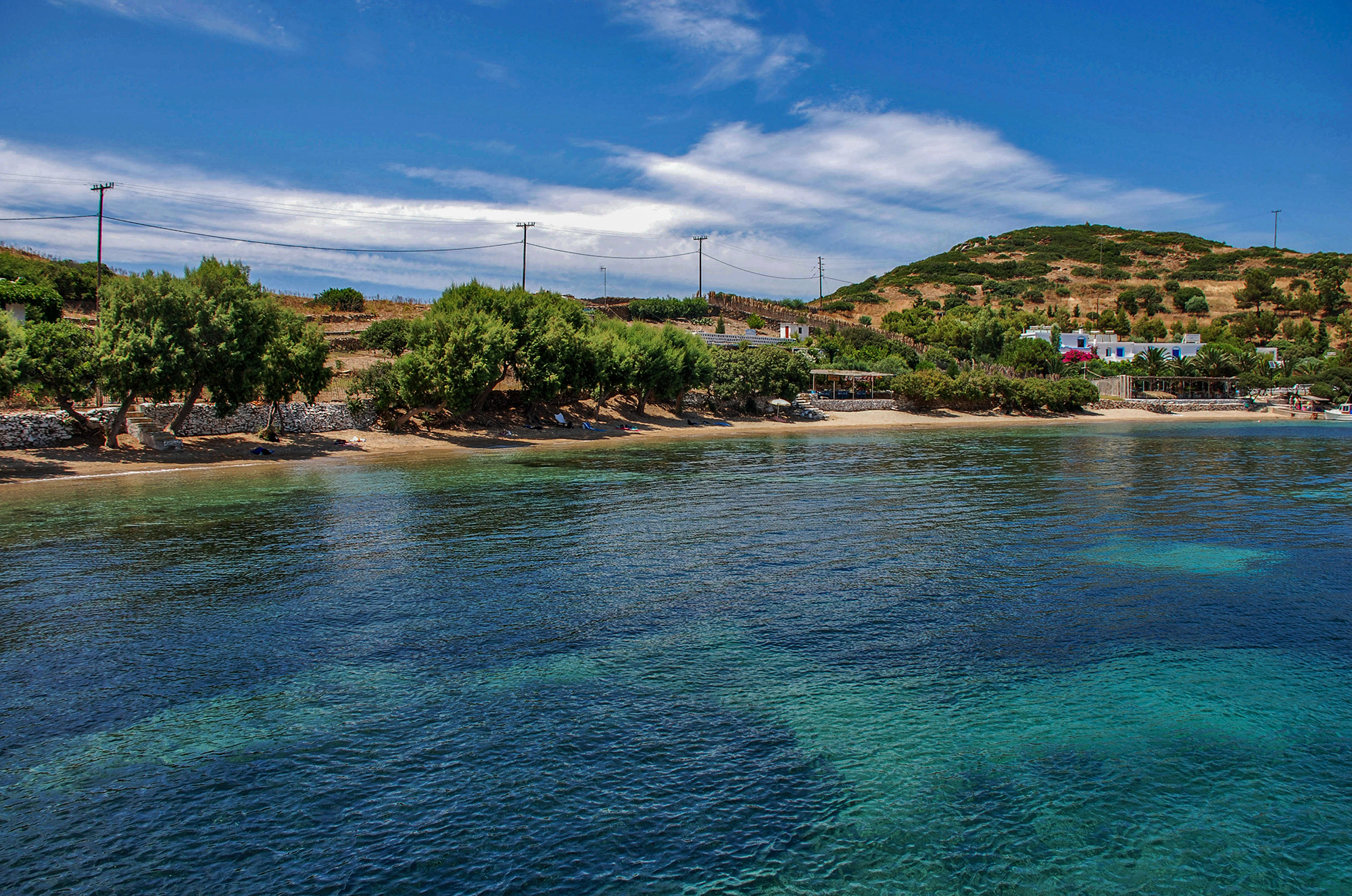
岛上风景

阿爾基島（希臘語：Αρκοί）是希臘的島嶼，位於愛琴海東部，屬於佐澤卡尼索斯群島的一部分，長6公里、寬2公里，面積6.67平方公里，最高點海拔高度114米，2001年人口54。行政上该岛隶属于南愛琴大區卡利姆诺斯专区的帕特莫斯市镇。

## 外部連結
- 有关该岛的信息网站 （页面存档备份，存于） （英文） （希腊文） （德文） （意大利文）
- Arkoi at Greece.org （页面存档备份，存于）
- Sailor and mooring information about Arki （页面存档备份，存于）